# Terremoto de Zhaotong de 1974
El terremoto de Zhaotong de 1974 ocurrió a las 03:25 hora local del 11 de mayo de 1974. Tuvo una magnitud medida de 6,8 en la escala de magnitud de momentoy 7,1 en la escala de magnitud de onda superficial. Tuvo una intensidad máxima percibida de IX en la escala de intensidad de Mercalli. El epicentro se situó en la prefectura de Zhaotong, en la provincia de Yunnan, y provocó entre 1.641 y 20.000 muertes.

## Terremoto
Se ha atribuido que el terremoto se deslizó sobre una falla de empuje con tendencia norte-sur con una inclinación de 60° hacia el este, a partir del análisis de datos geodésicos.También se ha interpretado que es el resultado de una falla de rumbo a lo largo de una falla con tendencia noroeste-sureste de fuerte inclinación.Las líneas isosísmicas del terremoto estaban mal definidas debido a variaciones tanto en la topografía como en las condiciones del terreno.
El terremoto consistió en más de diez subeventos separados. La secuencia comenzó con algunos terremotos en los primeros dos o tres segundos con magnitudes inferiores a 5,0. Estos fueron seguidos por varios terremotos que se acercaron a una magnitud de 7,0 durante un período de aproximadamente un minuto. La distribución regional de los terremotos individuales no mostró progresión a lo largo del plano de la falla como se esperaría con una fractura en propagación.
El terremoto provocó numerosos deslizamientos de tierra en la zona epicentral. La geología del lecho rocoso de la zona contiene rocas de casi todas las edades, desde el Neoproterozoico hasta el Cuaternario. Los deslizamientos de tierra se limitaron principalmente a áreas que experimentaron intensidades de VII o mayores y tenían pendientes de inclinación moderada. En todos los casos menos uno, los deslizamientos de tierra involucraron material cuaternario, con la excepción de un deslizamiento que fue controlado por planos de lecho en una piedra caliza del Pérmico. Se produjeron avalanchas de rocas en pendientes más pronunciadas, afectando particularmente a secuencias de piedra caliza del Pérmico articuladas y erosionadas y de arenisca/lutita del Triásico.

## Daños
El terremoto afectó una superficie de unos 400.000 kilómetros cuadrados. 28.000 casas se derrumbaron y otras 38.000 resultaron dañadas. Las casas con estructura de madera en la zona epicentral no sufrieron daños.El número de muertes reportadas varía de 1.641 a 20.000y otros 1.600 heridos.
El deslizamiento de tierra más grande formó una presa de hasta 30 metros de altura a través del río Yangtsé, convirtiendo el valle sobre él en un lago.